# Gran Premio di Abu Dhabi 2019
Il Gran Premio di Abu Dhabi 2019 si è corso domenica 1º dicembre sul circuito di Yas Marina, posto sull'isola omonima, ventunesima e ultima prova della stagione 2019 del campionato mondiale di Formula 1. La gara è stata vinta dal britannico Lewis Hamilton su Mercedes, all'ottantaquattresimo successo nel mondiale; Hamilton ha preceduto all'arrivo l'olandese Max Verstappen su Red Bull Racing-Honda e il monegasco Charles Leclerc su Ferrari.
Lewis Hamilton festeggia il suo sesto Grand Chelem in carriera (pole position, vittoria, giro veloce e gara comandata per tutti i giri).

## Vigilia

### Sviluppi futuri
La Honda prolunga per l'intera stagione 2021 il rapporto di fornitura delle power unit per la Red Bull Racing e la Scuderia Toro Rosso. La casa nipponica aveva inizialmente messo in dubbio la continuazione della sua partecipazione al campionato mondiale, stanti le spese necessarie per addivenire al nuovo regolamento tecnico, originariamente fissato al 2021 ma poi slittato al 2022.
L'attuale terzo pilota della Williams, Nicholas Latifi, viene promosso a far coppia con George Russell per la stagione successiva, sostituendo così Robert Kubica.

### Aspetti tecnici
La Pirelli, fornitrice unica degli pneumatici, per questa gara porta le mescole denominate C3, C4 e C5, le tre più morbide della gamma tra quelle disponibili.
La FIA conferma due zone nelle quali i piloti possono utilizzare il DRS: la prima zona è fissata sul lungo rettilineo posto tra le curve 7 e 8, con detection point stabilito prima della curva 7; la seconda zona è fissata tra le curve 10 e 11, con punto di rilevamento del distacco fra piloti stabilito dopo la curva 9.
La Mercedes monta, sulla monoposto di Valtteri Bottas, la quarta power unit della stagione.

### Aspetti sportivi
Il campionato mondiale di Formula 1 torna a disputare una gara nel mese di dicembre. Gli altri precedenti appuntamenti sono stati il Gran Premio degli Stati Uniti d'America 1959 e le edizioni 1962 e 1963 del Gran Premio del Sudafrica.
Il Gran Premio rappresenta l'ultima gara per la Scuderia Toro Rosso con questa denominazione. Dal 2020, infatti, prenderà il nome di Scuderia AlphaTauri per promuovere il marchio di moda creato nel 2016 come estensione del distintivo Red Bull, abbandonando così dopo 14 anni la denominazione attuale. Il nome deriva dalla stella rossa della costellazione del Toro e rende omaggio alla società fondatrice.
Il Gran Premio è la duecentocinquantesima gara nel campionato mondiale di Formula 1 per Lewis Hamilton.
L'ex pilota di Formula 1, il britannico Derek Warwick, è nominato commissario aggiunto per la gara. Ha svolto già in passato tale funzione, l'ultima al Gran Premio degli Stati Uniti d'America.

## Prove

### Resoconto
Valtteri Bottas è stato il pilota più rapido nella prima sessione di prove libere. Il finlandese della Mercedes, dotato di una monoposto con motore nuovo, ha ottenuto la prestazione, con gomme medie, di oltre un secondo e mezzo migliore rispetto al miglior tempo della prima sessione della stagione 2018. Ha preceduto di oltre mezzo secondo Max Verstappen, e di sei decimi l'altro pilota della scuderia tedesca, Lewis Hamilton; entrambi hanno utilizzato gomme morbide. Hamilton ha sfoggiato, nella prima parte di sessione, il numero 1, da campione del mondo, in luogo del suo tradizionale numero 44.
Le due Ferrari hanno chiuso col quinto e settimo tempo, staccate di due secondi dal tempo di Bottas. Sebastian Vettel è stato anche autore di un incidente, nel finale di sessione, con la sua vettura che ha colpito, nella zona posteriore, le barriere, nella zona lenta del terzo settore. L'incidente ha provocato l'interruzione della sessione, con bandiera rossa. La scuderia è dovuta intervenire sulla monoposto, sostituendo la trasmissione.
La sessione era già stata interrotta, a circa mezz'ora dal termine, dopo l'esplosione del motore sulla Renault di Daniel Ricciardo. Il motore aveva inondato la pista d'olio, oltre che perdere dei pezzi di metallo.
Bottas si è confermato anche nella seconda sessione. Il pilota finnico ha sfruttato ancora la potenza del nuovo motore, cogliendo un tempo di un secondo migliore rispetto alla miglior prestazione, nell'analoga sessione del 2018. A tre decimi si è classificato Lewis Hamilton, maggiormente impegnato nella ricerca di soluzioni valide per la gara. Bottas è stato protagonista di un incidente con Romain Grosjean: alla curva 11 ha ritardato la staccata, tanto da non essere visto dal pilota della Haas. Le vetture sono danneggiate, ma i piloti sono capaci a guidarle fino ai box. La sessione è stata comunque interrotta con bandiera rossa. La direzione di gara ha avvisato Valtteri Bottas con una reprimenda, per la manovra.
Al terzo posto ha chiuso invece Charles Leclerc su Ferrari, a pochi millesimi dal tempo di Hamilton. Il monegasco ha commesso un errore di guida simile a quello a cui era andato incontro il suo compagno di team, Vettel, nella prima sessione. La sua monoposto ha strisciato le barriere alla curva 19, ma senza gravi danni, tanto che ha potuto riportare la vettura ai box, autonomamente. Le vetture di Maranello, grazie al quarto tempo di Vettel, sono riuscite a prevalere sulle Red Bull Racing, che chiudono con il quinto e sesto tempo.
Ha nuovamente sperimentato un problema al motore della sua monoposto Daniel Ricciardo, mentre Antonio Giovinazzi è stato autore di un testacoda alla curva 11. Ha preso regolarmente il via alla sessione George Russell, che al mattino era stato limitato da un problema fisico.
Al termine della prima giornata di prove, a causa di un problema idraulico, i meccanici della Mercedes decidono di montare la quinta power unit stagionale sulla monoposto di Valtteri Bottas, la seconda del weekend di gara. Il pilota finlandese è così penalizzato in totale di 35 posizioni sulla griglia di partenza, per la sostituzione di varie componenti delle due power unit.
Max Verstappen coglie il miglior rilievo cronometrico nella sessione del sabato. L'olandese della Red Bull Racing, dopo aver risolto alcuni problemi all'elettronica, ha ottenuto il tempo con l'utilizzo di gomme soft; ha preceduto di pochi millesimi Lewis Hamilton che, a sua volta, ha avuto la meglio sul compagno di scuderia Valtteri Bottas.
L'altro pilota della Red Bull, Alexander Albon, ha chiuso col quarto tempo, davanti alle due Ferrari, che hanno optato per l'impiego di gomme a mescola media. Le due vetture hanno anche presentato un assetto diverso rispetto a quello provato al venerdì.
Al termine della terza sessione di prove, Nico Hülkenberg viene convocato dai commissari per aver danneggiato, nel corso della stessa sessione, Alexander Albon. Non vengono presi provvedimenti nei suoi confronti.

### Risultati
Nella prima sessione del venerdì si è avuta questa situazione:
| Pos | Nº | Pilota          | Costruttore           | Tempo    | Gap    | Giri |
| --- | -- | --------------- | --------------------- | -------- | ------ | ---- |
| 1   | 77 | Valtteri Bottas | Mercedes              | 1'36"957 |        | 23   |
| 2   | 33 | Max Verstappen  | Red Bull Racing-Honda | 1'37"492 | +0"535 | 22   |
| 3   | 44 | Lewis Hamilton  | Mercedes              | 1'37"591 | +0"634 | 20   |

Nella seconda sessione del venerdì si è avuta questa situazione:
| Pos | Nº | Pilota          | Costruttore | Tempo    | Gap    | Giri |
| --- | -- | --------------- | ----------- | -------- | ------ | ---- |
| 1   | 77 | Valtteri Bottas | Mercedes    | 1'36"256 |        | 29   |
| 2   | 44 | Lewis Hamilton  | Mercedes    | 1'36"566 | +0"310 | 33   |
| 3   | 16 | Charles Leclerc | Ferrari     | 1'36"642 | +0"386 | 30   |

Nella sessione del sabato mattina si è avuta questa situazione:
| Pos | Nº | Pilota          | Costruttore           | Tempo    | Gap    | Giri |
| --- | -- | --------------- | --------------------- | -------- | ------ | ---- |
| 1   | 33 | Max Verstappen  | Red Bull Racing-Honda | 1'36"566 |        | 15   |
| 2   | 44 | Lewis Hamilton  | Mercedes              | 1'36"640 | +0"074 | 18   |
| 3   | 77 | Valtteri Bottas | Mercedes              | 1'36"655 | +0"089 | 17   |

## Qualifiche

### Resoconto
Il pilota della Red Bull Racing Alexander Albon è il primo a far segnare un tempo, ma molto alto. Viene battuto da Lando Norris, poi dall'altro pilota della scuderia anglo-austriaca Max Verstappen, in 1'36"390. L'olandese precede Charles Leclerc, che sale secondo.
Sebastian Vettel commette un errore di guida nel suo primo tentativo, tanto da andare in testacoda, mentre Lewis Hamilton abbassa il tempo a  1'36"231. Valtteri Bottas s'intercala in terza posizione, e Vettel sale quinto, pur ancora con gli pneumatici rovinati nel primo tentativo. Successivamente i due piloti della Mercedes migliorano ancora. Nel frattempo Daniil Kvjat e Romain Grosjean rischiano un contatto, col pilota della Haas che deve frenare per evitare di tamponare la vettura del russo.
Pierre Gasly sale fino al sesto posto. L'altro francese, Grosjean, segna il quindicesimo tempo, ultimo utile per il passaggio alla seconda fase; la classifica viene rivoluzionata negli ultimi istanti, coi miglioramenti di Lance Stroll, Daniel Ricciardo e Sergio Pérez. Albon si porta fino alla seconda posizione. Gli eliminati sono, oltre a Grosjean, i piloti dell'Alfa Romeo Racing e quelli della Williams.
Albon è ancora il primo pilota a far segnare un tempo nella seconda sessione (1'36"718). Hamilton batte, presto, il tempo del thailandese, con 1'35"634. Il neocampione del mondo impiega gomme medie, a differenza della Ferrari, che opta per gomme morbide. Opta per le medie anche Valtteri Bottas, penalizzato in griglia, che strappa il secondo tempo. Più dietro, realizza un ottimo tempo Carlos Sainz Jr., ponendosi in mezzo i tempi delle due Red Bull. Completano il quadro dei primi dieci provvisori le due Renault e Sergio Pérez.
Poco dopo Gasly sale al decimo posto, Ricciardo si migliora poco, mentre resta più staccato Kvjat. Lando Norris scala ottavo, eliminando così Gasly. Verstappen cerca, senza successo, di far segnare un tempo con gomme morbide, a differenza di Leclerc, che si migliora usando un treno di gomme soft, che diventa così la mescola con cui il monegasco partirà in gara. Nico Hülkenberg si migliora nell'ultimo tentativo. Non passano alla fase finale Pérez, Gasly, Stroll, Kvjat e Magnussen.
Il tedesco della Renault è anche il primo a far segnare un tempo nella Q3, battuto poi dalle due McLaren. Lewis Hamilton si piazza al comando, con 1'34"828. Il britannico precede Bottas, a due decimi, e Vettel, a mezzo secondo. L'ultimo settore sembra penalizzare le Ferrari: Charles Leclerc è quarto, prima dell'arrivo di Verstappen, che chiude col secondo tempo.
Nella parte finale di sessione Daniel Ricciardo, che sfrutta un solo tentativo veloce, è settimo. Con gli altri piloti che tentano un secondo giro veloce, si verifica un'incomprensione tra le due Ferrari: Vettel, troppo lento, rallenta anche Leclerc, che prende la bandiera a scacchi, e non può così completare il suo secondo giro.
Hamilton abbassa il tempo a 1'34"779, registrando il nuovo record della pista. Bottas, comunque penalizzato, resta col secondo crono; alle sue spalle si piazzano Verstappen e Vettel che, proprio grazie alla penalizzazione del finnico, scalano di una posizione in griglia, come tutti gli altri piloti. Hamilton conquista la sua ottantottesima pole position nel mondiale, dopo un digiuno di nove gare che durava dal Gran Premio di Germania.
Al termine delle qualifiche, la FIA multa di 5 000 euro la Scuderia Toro Rosso per unsafe release, in quanto Daniil Kvjat è stato mandato in pista mentre stava sopraggiungendo Romain Grosjean. I due piloti non sono andati al contatto.

### Risultati
Nella sessione di qualifica si è avuta questa situazione:
| Pos                         | Nº | Pilota             | Costruttore               | Q1       | Q2       | Q3       | Griglia |
| --------------------------- | -- | ------------------ | ------------------------- | -------- | -------- | -------- | ------- |
| 1                           | 44 | Lewis Hamilton     | Mercedes                  | 1'35"851 | 1'35"634 | 1'34"779 | 1       |
| 2                           | 77 | Valtteri Bottas    | Mercedes                  | 1'36"200 | 1'35"674 | 1'34"973 | 20      |
| 3                           | 33 | Max Verstappen     | Red Bull Racing-Honda     | 1'36"390 | 1'36"275 | 1'35"139 | 2       |
| 4                           | 16 | Charles Leclerc    | Ferrari                   | 1'36"478 | 1'35"543 | 1'35"219 | 3       |
| 5                           | 5  | Sebastian Vettel   | Ferrari                   | 1'36"963 | 1'35"786 | 1'35"339 | 4       |
| 6                           | 23 | Alexander Albon    | Red Bull Racing-Honda     | 1'36"102 | 1'36"718 | 1'35"682 | 5       |
| 7                           | 4  | Lando Norris       | McLaren-Renault           | 1'37"545 | 1'36"764 | 1'36"436 | 6       |
| 8                           | 3  | Daniel Ricciardo   | Renault                   | 1'37"106 | 1'36"785 | 1'36"456 | 7       |
| 9                           | 55 | Carlos Sainz Jr.   | McLaren-Renault           | 1'37"358 | 1'36"308 | 1'36"459 | 8       |
| 10                          | 27 | Nico Hülkenberg    | Renault                   | 1'37"506 | 1'36"859 | 1'36"710 | 9       |
| 11                          | 11 | Sergio Pérez       | Racing Point-BWT Mercedes | 1'36"961 | 1'37"055 | N.D.     | 10      |
| 12                          | 10 | Pierre Gasly       | Scuderia Toro Rosso-Honda | 1'37"198 | 1'37"089 | N.D.     | 11      |
| 13                          | 18 | Lance Stroll       | Racing Point-BWT Mercedes | 1'37"528 | 1'37"103 | N.D.     | 12      |
| 14                          | 26 | Daniil Kvjat       | Scuderia Toro Rosso-Honda | 1'37"683 | 1'37"141 | N.D.     | 13      |
| 15                          | 20 | Kevin Magnussen    | Haas-Ferrari              | 1'37"710 | 1'37"254 | N.D.     | 14      |
| 16                          | 8  | Romain Grosjean    | Haas-Ferrari              | 1'38"051 | N.D.     | N.D.     | 15      |
| 17                          | 99 | Antonio Giovinazzi | Alfa Romeo Racing-Ferrari | 1'38"114 | N.D.     | N.D.     | 16      |
| 18                          | 7  | Kimi Räikkönen     | Alfa Romeo Racing-Ferrari | 1'38"383 | N.D.     | N.D.     | 17      |
| 19                          | 63 | George Russell     | Williams-Mercedes         | 1'38"717 | N.D.     | N.D.     | 18      |
| 20                          | 88 | Robert Kubica      | Williams-Mercedes         | 1'39"236 | N.D.     | N.D.     | 19      |
| Tempo limite 107%: 1'42"561 |    |                    |                           |          |          |          |         |

In grassetto sono indicate le migliori prestazioni in Q1, Q2 e Q3.

## Gara

### Resoconto
Prima della gara la FIA mette sotto indagine la vettura di Charles Leclerc, in quanto la quantità di benzina presente è differente da quanto dichiarato dalla Ferrari.
Al via Lewis Hamilton scatta dalla pole position e rimane al comando; il britannico precede Max Verstappen, Charles Leclerc, Sebastian Vettel, Alexander Albon e le due McLaren. Nel corso del primo giro Leclerc ha la meglio su Verstappen, che resiste all'attacco dell'altro ferrarista Vettel. Il tedesco, nel secondo giro, riesce a passare l'olandese, che però si riprende subito la terza posizione. Nelle retrovie si fa largo Valtteri Bottas: partito ultimo, già alla fine del secondo giro è salito al quattordicesimo posto.
Hamilton amplia subito il margine su Leclerc, tanto che al decimo giro il neocampione del mondo ha già oltre 5 secondi di vantaggio sul monegasco, 8 su Verstappen e 12 su Vettel. Bottas risale ancora, entrando in zona punti, scavalcando anche Sergio Pérez, dopo qualche giro di attesa. La rimonta del finnico è limitata dal fatto che la direzione di gara, nei primi minuti, non concede l'uso del DRS, per un problema tecnico.
Al dodicesimo giro le due Ferrari, una dietro l'altra, procedono al pit stop, passando a gomme dure. Al momento della sostituzione degli pneumatici di Vettel c'è una piccola imprecisione che costa al tedesco qualche secondo. Il giro successivo è il turno del passaggio ai box per Alexander Albon. Hamilton conduce ora su Verstappen, Leclerc, Nico Hülkenberg, Valtteri Bottas (che non hanno ancora cambiato gomme), Vettel, Albon e Pérez.
Vettel attacca Bottas, ma senza riuscire a passare il pilota della Mercedes. Poco dopo, al giro 18, la direzione di gara comunica che il DRS è nuovamente utilizzabile. Ne approfitta Bottas che passa Hülkenberg. Subito dopo il pilota della Renault va al cambio gomme. Al venticinquesimo giro si ferma Max Verstappen, che monta gomme di mescola dura. L'olandese rientra in gara alle spalle di Leclerc.
Lewis Hamilton attende il giro 26 per montare gomme nuove, optando anch'egli per gomme dure. Il britannico mantiene comodamente il comando della gara, con oltre 7 secondi di vantaggio su Charles Leclerc, oltre 12 su Max Verstappen, 26 su Bottas e 30 su Vettel. Al giro 29 si ferma anche l'altro pilota della Mercedes, Bottas. Il finlandese segue la stessa strategia degli altri piloti di testa, montando gomme hard. Dopo il pit stop Bottas è sesto, alle spalle di Albon.
Verstappen si avvicina a Leclerc, passandolo al giro 31. Il monegasco non sembra avere un bel ritmo, tanto che al trentottesimo giro c'è un nuovo pit stop per le due Ferrari, ancora una dietro l'altra. Leclerc opta per gomme medie, mentre Vettel monta un treno di gomme soft. Leclerc rientra in pista nuovamente terzo, precedendo di poco sia Albon che Bottas. Vettel, invece, cede due posizioni, rimanendo alle spalle di questi due piloti.
Al giro 39 Valtteri Bottas prende la posizione ad Alexander Albon. Nei giri finali il thailandese deve vedersi dalla rimonta di Vettel, che passa il pilota della Red Bull al giro 53. Anche Bottas riesce ad avvicinarsi a Leclerc, senza aver però l'opportunità di un sorpasso.
Lewis Hamilton conquista la sua ottantaquattresima vittoria nel mondiale di Formula 1. Il britannico festeggia anche il suo sesto Grand Chelem in carriera (pole position, vittoria, giro veloce e gara comandata per tutti i giri). Hamilton tocca i 413 punti in stagione, nuovo record per un pilota in un'annata. Il neocampione del mondo ottiene anche il nuovo record di numero di gran premi con almeno un giro in testa nel corso di una singola stagione, con 19.

### Risultati
I risultati del Gran Premio sono i seguenti:
| Pos | Nº | Pilota             | Costruttore               | Giri | Tempo/Ritiro | Griglia | Punti |
| --- | -- | ------------------ | ------------------------- | ---- | ------------ | ------- | ----- |
| 1   | 44 | Lewis Hamilton     | Mercedes                  | 55   | 1h34'05"715  | 1       | 26    |
| 2   | 33 | Max Verstappen     | Red Bull Racing-Honda     | 55   | +16"772      | 2       | 18    |
| 3   | 16 | Charles Leclerc    | Ferrari                   | 55   | +43"435      | 3       | 15    |
| 4   | 77 | Valtteri Bottas    | Mercedes                  | 55   | +44"379      | 20      | 12    |
| 5   | 5  | Sebastian Vettel   | Ferrari                   | 55   | +1"04"357    | 4       | 10    |
| 6   | 23 | Alexander Albon    | Red Bull Racing-Honda     | 55   | +1'09"205    | 5       | 8     |
| 7   | 11 | Sergio Pérez       | Racing Point-BWT Mercedes | 54   | +1 giro      | 10      | 6     |
| 8   | 4  | Lando Norris       | McLaren-Renault           | 54   | +1 giro      | 6       | 4     |
| 9   | 26 | Daniil Kvjat       | Scuderia Toro Rosso-Honda | 54   | +1 giro      | 13      | 2     |
| 10  | 55 | Carlos Sainz Jr.   | McLaren-Renault           | 54   | +1 giro      | 8       | 1     |
| 11  | 3  | Daniel Ricciardo   | Renault                   | 54   | +1 giro      | 7       |       |
| 12  | 27 | Nico Hülkenberg    | Renault                   | 54   | +1 giro      | 9       |       |
| 13  | 7  | Kimi Räikkönen     | Alfa Romeo Racing-Ferrari | 54   | +1 giro      | 17      |       |
| 14  | 20 | Kevin Magnussen    | Haas-Ferrari              | 54   | +1 giro      | 14      |       |
| 15  | 8  | Romain Grosjean    | Haas-Ferrari              | 54   | +1 giro      | 15      |       |
| 16  | 99 | Antonio Giovinazzi | Alfa Romeo Racing-Ferrari | 54   | +1 giro      | 16      |       |
| 17  | 63 | George Russell     | Williams-Mercedes         | 54   | +1 giro      | 18      |       |
| 18  | 10 | Pierre Gasly       | Scuderia Toro Rosso-Honda | 53   | +2 giri      | 11      |       |
| 19  | 88 | Robert Kubica      | Williams-Mercedes         | 53   | +2 giri      | 19      |       |
| Rit | 18 | Lance Stroll       | Racing Point-BWT Mercedes | 45   | Freni        | 12      |       |

Lewis Hamilton riceve un punto addizionale per aver segnato il giro più veloce della gara.

## Classifiche mondiali

### Piloti
| Pos | Pilota             | Punti |
| --- | ------------------ | ----- |
| 1   | Lewis Hamilton     | 413   |
| 2   | Valtteri Bottas    | 326   |
| 3   | Max Verstappen     | 278   |
| 4   | Charles Leclerc    | 264   |
| 5   | Sebastian Vettel   | 240   |
| 6   | Carlos Sainz Jr.   | 96    |
| 7   | Pierre Gasly       | 95    |
| 8   | Alexander Albon    | 92    |
| 9   | Daniel Ricciardo   | 54    |
| 10  | Sergio Pérez       | 52    |
| 11  | Lando Norris       | 49    |
| 12  | Kimi Räikkönen     | 43    |
| 13  | Daniil Kvjat       | 37    |
| 14  | Nico Hülkenberg    | 37    |
| 15  | Lance Stroll       | 21    |
| 16  | Kevin Magnussen    | 20    |
| 17  | Antonio Giovinazzi | 14    |
| 18  | Romain Grosjean    | 8     |
| 19  | Robert Kubica      | 1     |

### Costruttori
| Pos | Costruttore               | Punti |
| --- | ------------------------- | ----- |
| 1   | Mercedes                  | 739   |
| 2   | Ferrari                   | 504   |
| 3   | Red Bull Racing-Honda     | 417   |
| 4   | McLaren-Renault           | 145   |
| 5   | Renault                   | 91    |
| 6   | Scuderia Toro Rosso-Honda | 85    |
| 7   | Racing Point-BWT Mercedes | 73    |
| 8   | Alfa Romeo Racing-Ferrari | 57    |
| 9   | Haas-Ferrari              | 28    |
| 10  | Williams-Mercedes         | 1     |

## Decisioni della FIA
Al termine della gara, la FIA multa di 50 000 euro la Ferrari, per la dichiarazione inappropriata di 4,88 kg di carburante in meno che erano stati imbarcati nel serbatoio della vettura di Charles Leclerc, prima della partenza del gran premio.